# Nydam

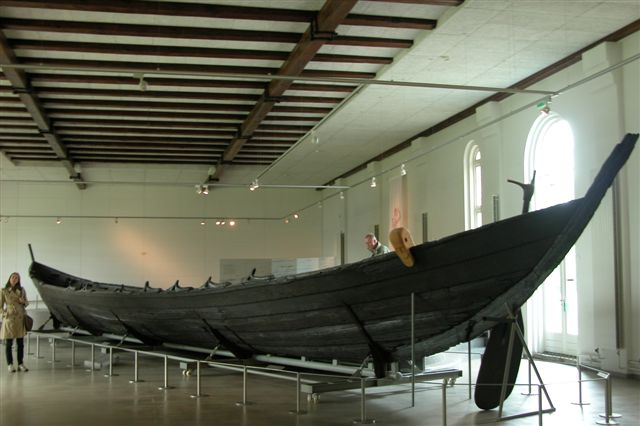
Nydam, Schleswig

Nydam – stanowisko archeologiczne w Danii. Odkryto tam trzy zatopione łodzie wotywne, pochodzące z około III-V w. n.e. Znaleziono w nich dary opakowane w płótna: broń, ozdoby, narzędzia, monety, kości zwierząt, wyroby ceramiczne, wyroby z drewna, ubiory i przybory toaletowe.